# Kishida Kyodan & The Akeboshi Rockets
A Kishida Kyodan & The Akeboshi Rockets (岸田教団&THE明星ロケッツ, ’Kisida hitközség és a hajnalcsillag-rakéták’) japán dódzsinzenekar, amelyet 2004-ben alapította Kisida (basszusgitár/gitár), Hajapi (gitár) és Miccsan (dobok). Az együttes nagykiadós bemutatkozására 2010. augusztus 18-án történt a Geneon Universalnál a Highschool of the Dead című kislemezzel.

## Az együttes tagjai
- Kisida (岸田?) – basszusgitár, gitár
- Ichigo – ének
- Hajapi (はやぴ〜?) – gitár
- Miccsan (みっちゃん?) – dobok

## Az együttes története
Az együttest 2004-ben alapította Kisida (basszusgitár/gitár), Hajapi (gitár) és Mitcsan (dobok) Kishida Kyodan (岸田教団, ’Kisida hitközség’) néven. Kezdetben a Tóhó Project videójáték-sorozatban hallható dalok instrumentális electro-rock feldolgozásait játszották, első nagylemezük 2005. december 31-én, a Comiketen jelent meg Supernova címmel. Harmadik nagylemezük, a SuperSonicSpeedStar 2006. december 31-i megjelenésévél az együttes nevet váltott Kishida Kyodan & The Akeboshi Rocketsre (岸田教団&THE明星ロケッツ, ’Kisida hitközség és a hajnalcsillag-rakéták’). 2007-ben csatlakozott az együtteshez Ichigo énekes, akivel első közös felvételük, a progresszív rock stílusában íródott Genszó dzsihen (幻想事変) nagylemez 2007. május 20-án jelent meg. Ezt követően számos új saját szerzeményt, illetve újrakevert régebbi dalt jelentettek meg. 2010 júliusában felvették a Highschool of the Dead animesorozat nyitódalát, aminek köszönhetően azonnal hatalmas hírnévre tettek szert.

## Diszkográfia

### Dzsódzsin
- SUPERNOVA – 2005. december 30-án jelent meg a 69. Comiketen. 9 Tóhó Project és Type-Moon feldolgozást tartalmaz.
- Akebosi Rocket (明星ロケット?) – 2006. május 21-én jelent meg a 3. Hakurei dzsindzsa reitaiszaion. 7 dalt tartalmaz.
- SuperSonicSpeedStar – 2006. december 31-én jelent meg a 71. Comiketen. 7 dalt tartalmaz.
- Genszó dzsihen (幻想事変?) – 2007. május 20-án jelent meg a 4. Hakurei dzsindzsa reitaiszaion. 8 dalt tartalmaz.
- Hosizora Logic (星空ロジック?) – 2007. december 31-én jelent meg a 73. Comiketen. 7 eredeti dalt tartalmaz.

Az albumot később 2010-ben újra kiadták, mivel Kisida nem volt megelégedve a masztereléssel.
- Electric blue – 2008. május 25-én jelent meg az 5. Hakurei dzsindzsa reitaiszaion. 8 dalt tartalmaz.
- LITERAL WORLD –  2008. december 29-én jelent meg a 75. Comiketen. 7 eredeti dalt tartalmaz.
- LITERAL WORLD LIVE TOUR DVD in AKASAKA BLITZ – 2009. december 30-án jelent meg2009年12月30日 a 77. Comiketen.

A Literal World Live Tour koncertsorozatuk Akasaka Blitzi állomásának felvétele
- ROLLING★STAR – 2010. március 14-én jelent meg a 7. Hakurei dzsindzsa reitaiszaion. 8 dalt tartalmaz.
- POPSENSE LOVE TOUR 2011 FINAL at SHIBUYA AX on NOVEMBER 1 – 2011. december 31-én jelent meg a 81. Comiketen.

A Popsense Love Tour 2011 koncertsorozatuk Shibuya-AX-i állomásának felvétele
- Seventh World (セブンスワールド?) –  2012. április 30-án jelent meg az  M3-2012-n. 7(+1) eredeti dalt tartalmaz.
- .JP – 2012. május 27-én jelent meg a 9. Hakurei dzsindzsa reitaiszaion. 5 dalt tartalmaz.
- Rock ’n’ Roll Laboratory (ロックンロール ラボラトリー?) – 2012. december 30-án jelent meg a 83. Comiketen. 5 dalt tartalmaz.
- surumeika- – 2013. május 27-én jelent meg a 10. Hakurei dzsindzsa reitaiszaion. 4 dalt tartalmaz.
- Kishida Kyodan no Best! (きしだきょうだんのベスト!?) – 2013. december 30-án jelent meg a 85. Comiketen. 14 dalt tartalmaz.

#### Válogatások
- Tóhó sikóbana: Seasonal Dream Vision (東方紫香花 〜 Seasonal Dream Vision.?) (Toranoana)
- Kurenai-kó (紅鋼?) (Kurenai-kō Project)
- Hanajomi taba: Hanataba (花詠束 -hanataba-?) (Unionest.NET)
- Real Cadenza (りあるかでんつぁ?) (Unionest.NET)
- Anime House Project: Sinkjoku Selection Vol. 1 (Media Factory)
- Szenjaicsija: Alf Layla ｗa Layla (Remi Saki Gōdō Kikaku)
- unify (Shōjo Yamai)
- Niszeten szekuszariszu (偽典セクサリス?) (Shōjo Yamai)
- Kakusei Noesis (覚醒ノエシス?) (Shōjo Yamai)
- Festa! (Shōjo Yamai)
- Kúszó RPG! (空想RPG!?) (Shōjo Yamai)
- CASINO聖輦船 (Azure&Sands)

### Kereskedelmi kiadások

#### Kislemezek
| #  | Megjelenés          | Cím                             | Katalógusszám | Katalógusszám | Oricon |
| #  | Megjelenés          | Cím                             | Normál        | Korlátozott   | Oricon |
| -- | ------------------- | ------------------------------- | ------------- | ------------- | ------ |
| 1. | 2010. augusztus 18. | Highschool of the Dead          |               | GNCA-0143     | 10     |
| 2. | 2013. október 30.   | Strike the Blood                | 1000427828    | 1000427829    | 16     |
| 3. | 2015. július 29.    | Gate (szoreha akacuki no jó ni) | 1000573377    | 1000573379    | 17     |
| 4. | 2016. január 27.    | Gate II (szekai vo koete)       | 1000590451    | 1000590453    |        |

#### Albumok
| #  | Megjelenés         | Cím        | Katalógusszám | Katalógusszám | Oricon |
| #  | Megjelenés         | Cím        | Normál        | Korlátozott   | Oricon |
| -- | ------------------ | ---------- | ------------- | ------------- | ------ |
| 1. | 2011. június 22.   | Popsense   | GNCA-1303     | GNCA-1304     | 21     |
| 2. | 2014. december 24. | Hack/Slash | 1000536964    | —             | 36     |